# میرزا حسین واعظ
میرزا حسین واعظ آرباطانی خطیب و مشروطه خواه تبریزی و نایب رئیس انجمن تبریز بود. سخنرانی‌های وی نقش عمده‌ای در تشویق مردم تبریز در جریان انقلاب مشروطه ایفا کردند. وی خاله‌زاده حسن رشدیه می باشد.

## کودکی
پدرش حاجی ملا نوروز قزوینی نام داشت.

## آغاز مشروطیت
در ابتدای کار به وعظ و سخنرانی‌های مذهبی می‌پرداخت ولی پس از بازگشت از سفر به قفقاز و آشنایی با زندگی قانونی و مدنی آنجا انتقاد از عدم آزادی‌های سیاسی و مدنی را سرلوحه سخنرانی‌های خود قرار داد. پس از صدور فرمان مشروطیت توسط مظفرالدین شاه وی و تنی چند از مشروطه طلبان و آزادیخواهان تبریز انجمن تبریز را بنیان نهادند و او به تدریج به یکی از اعضاء اصلی انجمن تبدیل شد و در دوره استبداد صغیر نایب رئیس انجمن بود. در اوائل حمله قوای استبداد و محاصره تبریز توسط قوای عین الدوله و صمد شجاع‌الدوله او نماینده انجمن برای مذاکره با متجاوزین بود.

## اشغال تبریز
پس از اشغال تبریز و تسلط صمد شجاع‌الدوله و کشتار مشروطه طلبان میرزا حسین مخفی شد. مدت شش ماه در منزلی در تبریز مخفی شده بود، سپس توسط اطرافیان از صمدخان تأمین خواست تا از تبریز مهاجرت کند ولی در حین خروج از تبریز دستگیر و به صمد خان تحویل داده شد ولی فعالیت آزادیخواهان در تهران و مذاکرات با سفیر تزار او را از مرگ نجات داد.

## زمان پیشه‌وری
در انتخابات دوره چهارده مجلس وی نایب رئیس انجمن انتخابات بود و با سید جعفر پیشه‌وری مخالفت کرد و علیه او سخنرانی کرد ولی پس از روی کار آمدن پیشه‌وری در تبریز نتوانست بماند و به تهران رفت و در صدر جمعیت نجات آذربایجان قرار گرفت. پیشه‌وری او را «دشمن خلق» می‌نامید. در آبان ۱۳۲۴ به همراه عده‌ای از آذربایجانی‌های مقیم مرکز در مجلس متحصن شدند و او سخنرانی مفصلی کرد، در بخشی از سخنرانیش گفته بود:
... ما آمده‌ایم بگوئیم که در سرتاسر آذربایجان یک نفر آذربایجانی پیدا نخواهد شد علیه استقلال کشور آباء و اجدادی خود قیام نماید. این نغمه‌های شوم از حلقوم آذربایجانی نیست. آنها مشتی خیانت پیشه و بیگانه‌پرست هستند که قلب آذربایجانی را جریحه دار ساخته‌اند...
میرزا حسین در پنجم اسفندماه سال ۱۳۳۴ درگذشت و در قبرستان امامیه تبریز دفن شد. عبدالله واعظ فرزند وی است.